# Centralny Zarząd Służby Więziennej
Centralny Zarząd Służby Więziennej – aparat wykonawczy Dyrektora Generalnego Służby Więziennej. Ma siedzibę przy ul. Rakowieckiej 37a w Warszawie.

## Działy

### Kierownictwo[1]
- płk Renata Niziołek – Dyrektor Generalny Służby Więziennej od 13 maja 2025[2]
- płk Bartłomiej Turbiarz – zastępca Dyrektora Generalnego Służby Więziennej[3]
- płk Stanisław Kotula – zastępca Dyrektora Generalnego Służby Więziennej[4]
- ppłk Cezary Mecwaldowski – zastępca Dyrektora Generalnego Służby Więziennej[5]
- vacat – szef Inspektoratu wewnętrznego Służby Więziennej[6]

### Biuro Dyrektora Generalnego
Biuro Dyrektora Generalnego (wcześniej Biuro Prezydialne) odpowiedzialne jest za:
- sporządzanie analiz i informacji dotyczących więziennictwa
- kontakty z krajowymi i międzynarodowymi organami Służby Więziennej
- pozyskiwanie środków pomocowych
- tworzenie projektów finansowanych dla środków pomocowych
- prace nad przystosowaniem prawa o Służbie Więziennej do wymogów Unii Europejskiej
- współpracę jednostek Służby Więziennej z instytucjami, organami i organizacjami pozarządowymi
- obsługę prasową Dyrektora Generalnego Służby Więziennej
- obsługę sekretarską i administracyjną Dyrektora Generalnego Służby Więziennej i jego zastępców
- kadry (m.in. gospodarka etatami i funduszem wynagrodzeń)
- zarządzanie zasobami ludzkimi
- kierowanie rozwojem zawodowym personelu
- sprawowanie nadzoru nad szkoleniem personelu
- za organizację świadczeń socjalnych
- rozpatrywanie skarg, próśb i wniosków pracowników Służby Więziennej
- nadzór nad zagadnieniami związanymi z odpowiedzialnością dyscyplinarną funkcjonariuszy
- zbieranie i analiza informacji o przestępczości w pracowników
- nadzór nad Centralnym Ośrodkiem Szkolenia Służby Więziennej, ośrodkami doskonalenia kadr oraz Zakładem Budżetowym Usług Wypoczynkowych CZSW
- nadzorowanie zadań z zakresu medycyny pracy.

W 2010 r. do zakresu obowiązków biura weszły też zadania zlikwidowanego Biura Kadr i Szkoleń.

### Biuro Budżetu
Biuro Budżetu odpowiedzialne jest za:
- planowanie i nadzór nad budżetem Służby Więziennej i Centralnego Zarządu
- sporządzanie analiz i informacji dotyczących działalności finansowej
- nadzór finansowy i kontrola finansowo-gospodarcza
- realizację zadań dysponenta środków budżetu państwa III stopnia
- rachunkowość Centralnego Zarządu.

### Biuro Ochrony i Spraw Obronnych
Biuro prowadzi nadzór nad jednostkami organizacyjnymi w zakresie porządku i bezpieczeństwa oraz kontroluje poziom realizacji zadań obronnych.

### Biuro Kontroli i Inspekcji
Biuro Kontroli i Inspekcji jest odpowiedzialne za:
- inicjowanie, planowanie i przeprowadzanie kontroli jednostek organizacyjnych Służby Więziennej
- nadzór nad przestrzeganiem przez jednostki Służby Więziennej przepisów w sprawie zasad i trybu przeprowadzania kontroli
- rozpatrywanie skarg, próśb i wniosków w sprawach osadzonych.

### Biuro Kwatermistrzowsko-Inwestycyjne
Biuro Kwatermistrzowsko-Inwestycyjne (wcześniej Biuro Kwatermistrzowskie) odpowiedzialne jest za:
- planowanie zaopatrzenia w środki techniczne i obsługę gospodarczą
- nadzór nad całokształtem działalności kwatermistrzowskiej jednostek organizacyjnych Służby.

### Biuro Informacji i Statystyki
Biuro Informacji i Statystyki CZSW jest odpowiedzialne za:
- administracyjne wykonywanie tymczasowego aresztowania oraz kar i środków przymusu skutkujących pozbawieniem wolności
- transportowanie osadzonych
- prowadzenie elektronicznej ewidencji osób pozbawionych wolności oraz przetwarzanie tych danych (m.in. rejonizacja osadzania tymczasowo aresztowanych, nadzór nad przyjmowaniem, ewidencją, rozmieszczaniem i zwalnianiem osadzonych i tymczasowo aresztowanych, nadzór nad pojemnością i przeznaczeniem zakładów karnych i aresztów śledczych).

Biuro składa się z:
- Zespołu Informacji
- Zespołu Operatorów Bazy Danych.

### Biuro Prawne
Biuro Prawne jest odpowiedzialne za obsługę prawną Dyrektora Generalnego i jego zastępców oraz ochronę prawną Centralnego Zarządu.

### Biuro Penitencjarne
Biuro Penitencjarne odpowiedzialne jest za:
- nadzór organizacyjny i merytoryczny nad stosowaniem środków i metod oddziaływania penitencjarnego
- inicjowanie kierunków pracy penitencjarnej
- administracyjne wykonywanie tymczasowego aresztowania i kar oraz środków przymusu skutkujących pozbawieniem wolności
- transportowanie osadzonych.

### Biuro Służby Zdrowia
Zakres działania Biura Służby Zdrowia:
- organizowanie, koordynowanie i nadzorowanie:
  - zakładów opieki zdrowotnej dla więźniów
  - programów profilaktycznych i oświatowo–zdrowotnych dla więźniów
- zadania z zakresu medycyny pracy w stosunku do funkcjonariuszy i osadzonych
- prowadzenie statystyki dotyczącej działalności więziennej służby zdrowia
- podział na jednostki organizacyjne środków finansowych przeznaczonych na opiekę zdrowotną
- współdziałanie z pozawięziennymi zakładami opieki zdrowotnej
- sprawowanie nadzoru nad:
  - warunkami zdrowotnymi, żywienia i sanitarnymi
  - gospodarką lekami i sprzętem medycznym
  - orzecznictwem lekarskim wykonywanym w zakładach karnych i aresztach śledczych
  - działalnością naczelnych lekarzy okręgowych inspektoratów oraz kierowników aptek
  - postępowaniami wyjaśniającymi dotyczącymi zgonów osadzonych.

### Biuro Emerytalne
Biuro Emerytalne jest odpowiedzialne za:
- ustalanie prawa do emerytury i wysokości świadczeń pieniężnych i innych świadczeń i ich wysokości (na podstawie odrębnych przepisów zwolnionym ze służby funkcjonariuszom Służby Więziennej oraz członkom ich rodzin)
- dokonywanie wypłat emerytur
- waloryzację wypłacanych świadczeń
- dokonywanie potrąceń i egzekucji ze świadczeń pieniężnych
- opracowywanie projektów aktów prawnych dotyczących zaopatrzenia emerytalnego
- rozpatrywanie skarg i wniosków
- prowadzenie rachunkowości i gospodarki finansowej
- prowadzenie informatycznej bazy danych dotyczącej osób uprawnionych do zaopatrzenia emerytalnego.

### Wydział Informatyzacji i Łączności
Do zadań Wydziału Informatyzacji i Łączności należy m.in.:
- planowanie i projektowanie nowych rozwiązań w dziedzinie technik komputerowych oraz nadzór nad ich wdrażaniem
- administrowanie siecią komputerową, serwerami usług komputerowych, bazami danych
- dbanie o bezpieczeństwo sieci.

### Zespół Ochrony Informacji Niejawnych
Zespół Ochrony Informacji Niejawnych odpowiada za:
- realizację zadań w zakresie ochrony informacji niejawnych
- nadzór nad ochroną i przestrzeganiem przepisów dotyczących ochrony informacji niejawnych
- przeprowadzanie postępowań sprawdzających.

### Wydział Przedsiębiorstw Przywięziennych
W zakres działalności Wydziału Przedsiębiorstw Przywięziennych (wcześniej Zespół ds. Przedsiębiorstw i Zatrudnienia) wchodzi:
- sprawowanie nadzoru nad prawidłowością realizacji zadań związanych z zatrudnianiem osób pozbawionych wolności
- nadzór nad przywięziennymi zakładami pracy (przedsiębiorstwami państwowymi i gospodarstwami pomocniczymi).

### Ośrodek Doskonalenia Kadr Służby Więziennej Popowo
Ośrodek położony jest 60 km od Warszawy nad Narwią i Bugiem w miejscowości Popowo-Parcele (w gminie Somianka). Otoczony lasami Puszczy Białej. Dysponuje pokojami gościnnymi, salami seminaryjnymi i konferencyjnymi. Przebywający tam gości mogą skorzystać również z: siłowni, sauny, minigolfa, wypożyczalni rowerów, wypożyczalni łodzi i żaglówek, boiska do koszykówki i siatkówki, kawiarni i stołówki na 300 osób.
Ośrodek mieści się w neogotyckim pałacu z XIX w. Został on wybudowany przez Edmunda Skarżyńskiego na bazie dworu rodziny Popowskich herbu Pobóg. Wokół obiektu znajduje się park krajobrazowy.

### Centralny Ośrodek Szkolenia Służby Więziennej
Jest to jednostka prowadząca szkolenia i kursy doskonalenia zawodowego funkcjonariuszy i pracowników Służby Więziennej. Znajduje się ona w miejscowości Kule w gminie Popów. Prowadzone są tu szkoły i kursy:
- Szkoła Chorążych,
- kursy: wstępny, kierowników działu ochrony, dowódców zmian, dla grup konwojowych, ochronny I i II stopnia oraz kurs instruktorów strzelectwa.

### Ośrodek Szkolenia Służby Więziennej w Kulach
Jest to jednostka prowadząca szkolenia i kursy doskonalenia zawodowego funkcjonariuszy i pracowników Służby Więziennej. Zajęcia prowadzone są w systemie stacjonarnym, zaocznym i eksternistycznym.